# Backlash (2017)
Backlash (2017) là một sự kiện pay-per-view đấu vật chuyên nghiệp và sự kiện của WWE Network, sản xuất bởi WWE cho SmackDown, diễn ra ngày 21 tháng 5 năm 2017, tại Allstate Arena ở vùng ngoại ô của Chicago là Rosemont, Illinois. Đây là sự kiện Backlash thứ 13, và là Backlash thứ 2 được tổ chức tại Allstate Arena, sau Backlash 2001.
Có 8 trận đấu diễn ra trong sự kiện, với 1 trận ở pre-show. Trong sự kiện chính, Jinder Mahal đánh bại Randy Orton để lần đầu tiên giành đai WWE Championship, trở thành đô vật gốc Ấn Độ đầu tiên giành danh hiệu này. Trong các trận đấu khác, Kevin Owens bảo vệ thành công đai United States Championship trước AJ Styles, và The Usos đánh bại Breezango để giành lại đai SmackDown Tag Team Championship. Sự kiện cũng đáng chú ý bởi màn ra mắt trên truyền hình của Shinsuke Nakamura, khi đánh bại Dolph Ziggler.

## Kết quả
| #                                                                                     | Kết quả | Thể loại                                                        | Thời gian |
| ------------------------------------------------------------------------------------- | --- | --------------------------------------------------------------- | --------- |
| 1P                                                                                    | Tye Dillinger đánh bại Aiden English | Trận đấu đơn                                                    | 8:20      |
| 2                                                                                     | Shinsuke Nakamura đánh bại Dolph Ziggler | Trận đấu đơn                                                    | 15:50     |
| 3                                                                                     | The Usos (Jey Uso và Jimmy Uso) (c) đánh bại Breezango (Fandango và Tyler Breeze)                                                             | Trận đấu đồng đội tranh đai WWE SmackDown Tag Team Championship | 9:15      |
| 4                                                                                     | Sami Zayn đánh bại Baron Corbin | Trận đấu đơn                                                    | 14:35     |
| 5                                                                                     | The Welcoming Committee (Natalya, Tamina và Carmella) (cùng với James Ellsworth) đánh bại Becky Lynch, Charlotte Flair và Naomi bằng đòn khóa | Trận đấu đồng đội nữ 6 người                                    | 10:05     |
| 6                                                                                     | Kevin Owens (c) đánh bại AJ Styles bằng đếm ngược                                                                                             | Trận đấu đơn tranh đai WWE United States Championship           | 21:10     |
| 7                                                                                     | Luke Harper đánh bại Erick Rowan | Trận đấu đơn                                                    | 9:00      |
| 8                                                                                     | Jinder Mahal (cùng với The Singh Brothers) đánh bại Randy Orton (c)                                                                           | Trận đấu đơn tranh đai WWE Championship                         | 15:45     |
| - (c) – chỉ người vô địch bước vào trận đấu - P – chỉ trận đấu diễn ra trong pre-show | |                                                                 |           |